# Joan B. Silk
Joan Barbara Silk (* 16. Dezember 1953 in Riverside, Kalifornien) ist eine US-amerikanische Anthropologin und Primatologin.

## Leben und Wirken
Silk erwarb 1975 am Pitzer College (eines der Claremont Colleges in Claremont, Kalifornien) einen Bachelor sowie 1978 an der University of California, Davis (UCD) einen Master und 1981 bei Peter S. Rodman einen Ph.D., jeweils in Anthropologie. Als Postdoktorandin arbeitete sie für die National Science Foundation und das National Institute of Mental Health an der University of Chicago sowie an der Duke University und am California Primate Research Center der UCD.
1984 erhielt Silk eine erste Professur (Assistant Professor) an der Emory University, bevor sie 1986 an die University of California, Los Angeles (UCLA) wechselte. Bis 1992 war sie zusätzlich Forscherin am California Primate Research Center der UCD. Unterbrochen von Aufenthalten am Zentrum für interdisziplinäre Forschung (ZiF) der Universität Bielefeld 1992 und an der University of Cambridge 2005/2006 blieb sie bis 2012 an der UCLA, wo sie von 1996 bis 2001 und von 2009 bis 2010 der Abteilung für Anthropologie vorstand (Chair). Seit 2012 ist sie an der Arizona State University, seit 2020 mit dem Ehrentitel Regents Professor.
Silk befasst sich mit Verhaltensökologie und evolutionärer Anthropologie. Sie erforscht, wie sich die natürliche Selektion auf die Evolution des Sozialverhaltens von nicht-menschlichen Primaten (insbesondere Paviane und Schimpansen) auswirkt und welche Bedeutung dies für das Verhalten – insbesondere prosoziales Verhalten – des modernen Menschen hat.
Joan B. Silk ist mit dem Anthropologen Robert Boyd verheiratet; das Paar hat zwei Kinder. Ihr gemeinsames Lehrbuch How Humans Evolved gilt als Standardwerk. Es erschien 2018 in 8. Auflage und wurde in mehrere Sprachen übersetzt. Silk hat laut Google Scholar einen h-Index von 71, laut Datenbank Scopus einen von 53 (jeweils Stand Juli 2022). Silk ist seit 2015 Mitglied der American Academy of Arts and Sciences, seit 2021 Fellow der American Association for the Advancement of Science und seit 2022 Mitglied der National Academy of Sciences.

## Schriften (Auswahl)
- Mit Robert Boyd: How Humans Evolved, 8. Auflage 2018, W.W. Norton Press, New York.
- Mit Peter M. Kappeler (Hrsg.): Mind the Gap: The origins of human universals. 2010, Springer Verlag, Berlin.
- Mit J. Mitani, J. Call, Peter M. Kappeler und R. Palombit (Hrsg.): The Evolution of Primate Societies. 2012, University of Chicago Press, Chicago.